# 沙伊德广场站
帅德广场站（德語：U-Bahnhof Scheidplatz）是德國慕尼黑地铁2、3和8号线的车站，位於施瓦宾西。此站是一换乘大站。在此站2号线和3、8号线双向共计4条轨道同时进站，乘客换乘无需损失等待时间。